# Norseman Xtreme Triathlon
Le Norseman Xtreme Triathlon ou Norseman Triathlon est une compétition internationale de triathlon extrême qui se pratique sur distance Ironman (3,8 km de natation, 180 km de vélo, 42 km de course à pied). Il se déroule chaque année au mois d'août à Eidfjord en Norvège. Classé dans la catégorie extrême à cause des difficultés exceptionnelles qu'il propose, il accepte des règles différentes des autres compétitions de triathlon sur distance Ironman ainsi qu'un nombre réduit de compétiteurs. Créé en 2003, il est le premier des trois événements créés dans la catégorie « Xtreme triathlon » (Xtri) avec le Celtman en Écosse créé en 2012 et le Swissman en Suisse créé en 2013
L’épreuve devient en 2019 le support d'un championnat du monde de triathlon extrême qui se base sur un circuit international d'épreuve de triathlon extrême labellisées qui prend le nom d'« XTri World Tour » et qui délivre des dossards (slot), permettant d'accéder à ce nouveau championnat.

## Histoire
Au début des années 2000 la pratique du triathlon très longue distance est quasiment éteinte en Norvège. Paal Hårek Stranheim et Bent Olav Olsen engagent alors une réflexion pour réanimer cette pratique dans le pays. Bent commence par la création du club de triathlon Oslofjord Triatlon qui deviendra le plus grand club de Norvège. Hårek propose ensuite à Bent l'organisation d'une compétition extra-ordinaire sur distance Ironman. Dans un courrier électronique, il décrit ce qui deviendra à terme l'Isklar Norseman Xtreme Triathlon de cette façon.

« Je veux créer une course tout à fait différente, faire un voyage à travers les plus beaux paysages de la Norvège où l'expérience est plus importante que le temps final. Laisser les participants partager leurs expériences avec la famille et les amis, qui feront leur assistance. Que la course se termine au sommet d'une montagne, pour en faire le plus difficile Ironman sur terre. La Norvège n'a presque pas de triathlètes actifs, nous avons donc besoin de créer une course qui attire d'abord les triathlètes allemands, qui peuvent faire découvrir aux Norvégiens qu'ils passent à côté d'une grande opportunité d'avoir du plaisir. »

— Paal Hårek Stranheim
Le site retenu est l'une des montagnes les plus spectaculaires de Norvège, tout en restant accessible, le Gaustatoppen et le Hardangerfjord, avec le petit village Eidfjord, devient le site de la partie natation. Après deux années de préparation, le 19 juillet 2003 vingt et un hommes se tiennent sur le pont arrière d'un bateau pour le départ du premier Norseman. Paal Hårek Stranheim, le créateur de l'épreuve, fait partie des compétiteurs. Dix neuf des vingt et un concurrents atteignent le sommet de la montagne et reçoivent le T-shirt noir des finishers Norseman. Le Norvégien Christian Houge-Thiis remporte cette première édition en 12 h 48.

## Parcours
La première difficulté et particularité du circuit réside dans le début de l'épreuve de natation qui se fait du ponton d'un ferry. Les triathlètes embarquent sur un ferry qui les mènent au centre du fjord. À 4h45, avant que le soleil se lève, ce dernier ouvre ses portes et les compétiteurs sautent du pont d'embarquement dans une eau entre 14 et 16 °C. Ils rejoignent ensuite la ligne de départ (matérialisée par deux kayaks), qui est donné à 5 heures. L’épreuve consiste à rejoindre la rive qui se situe à 3,8 km et sur laquelle une lumière est placée pour diriger les nageurs. L'arrivée à la première aire de transition se fait avec l'aide de l'équipe de soutien.
La partie cycliste, d'une distance de 180 km pour un dénivelé positif total de 3 360 mètres, débute par une dizaine de kilomètres de plat avant d'entamer une première ascension de 25 km se terminant à 1 300 mètres d'altitude. Le parcours emprunte ensuite la traversée d'un plateau assez désertique pour retrouver par la suite l'ascension enchainée de quatre cols. La dernière ascension ne va pas sans rappeler celle de l’Alpe d'Huez avec sept kilomètres de virages et des pourcentages parfois supérieurs à 10%. Le parcours se termine après un mélange de descente et de plat de 30 kilomètres, pour arriver à la deuxième aire de transition située sur un autre fjord : le Tinnsjofkord.
La partie course à pied de quarante-deux kilomètres qui prend la forme d'une course en montagne voit les 25 premiers kilomètres se faire le long de l'eau, sur de grandes lignes droites en direction du mont Gaustatoppen qui culmine à 1 883 mètres d'altitude. Au pied de la montagne, seuls les 160 premiers arrivés peuvent s’élancer vers le sommet pour le T-shirt des black finishers, dans une partie en trail sur des chemins fortement accidentés, qui les mènent au sommet et à la ligne d'arrivée. Les autres concurrents sont dirigés vers un autre circuit et obtiennent celui des white finishers. Au trente septième kilomètre des deux circuits, les accompagnants rejoignent leur triathlète et terminent la course avec eux.

## Règles particulières
La course est un triathlon en autonomie, ce qui signifie que les athlètes doivent avoir leur propre équipe de soutiens personnelle qui les suivent en voiture pour leur fournir nourriture et boisson. Un des membres de l'équipe de soutiens doit accompagner l'athlète lors de l'ascension finale en montagne.
D'une très grande difficulté cette course est soumise à certaines règles spécifiques même si elle se place sous le règlement général de la Fédération internationale de triathlon (IUT).
1. Un nombre de 310 places (slots) maximum est admis pour la compétition, mais le plus souvent seulement 250 compétiteurs en moyenne prennent le départ le jour de la course. 250 triathlètes sont choisis par tirage au sort, 20 autres parmi les élites hommes et femmes sont choisis au vu de leurs résultats passés, 40 places sont accordées aux sponsors, aux premiers finishers de l'année précédente, aux athlètes locaux[5].
2. Les triathlètes sont accompagnés pendant la course d'un supporter, famille ou ami, un compagnon de route qui « partage » cette course et qui peut porter assistance, tout en respectant les règles de soutien établies sous peine de pénalités pour le triathlète supporté. L'équipe ou le support doit pouvoir communiquer en permanence avec l'organisation pour des raisons de sécurité du triathlète[6].
3. Les barrières horaires finales de la course à pied dirigent les triathlètes vers des lignes d'arrivées différentes. Les 160 premiers en général, vers le haut du mont Gaustatoppen et un temps limite pour finir la course. Ils se voient attribuer le T-shirt noir des Black Finishers. Les suivants seront dirigés vers le plateau de Gaustablikk Høyfjellshotell et n'ont pas de temps limite pour terminer. Ils se voient attribuer le T-shirt blanc des White Finishers. Les distances de la course à pied restent égales[4]. Dans tous les cas, les triathlètes effectuent les sept à dix derniers kilomètres avec leur accompagnateur pour franchir la finishline quasiment ensemble.

## Palmarès Norseman
| Année | Hommes                                 | Hommes                                 | Hommes                                 | Femmes                                 | Femmes                                 | Femmes                                 |
| Année | Médaille d'or                          | Médaille d'argent                      | Médaille de bronze                     | Médaille d'or                          | Médaille d'argent                      | Médaille de bronze                     |
| ----- | -------------------------------------- | -------------------------------------- | -------------------------------------- | -------------------------------------- | -------------------------------------- | -------------------------------------- |
| 2025  | Kristian Grue                          | Christophe Martignier                  | Juuso Manninen                         | Julia Skala                            | Laura Kessler                          | Flora Collège                          |
| 2024  | Sebastien Norberg                      | Lars Wichert                           | Aurélien Le Lay                        | Laura Zimmermann                       | Kaja Bergwitz-Larsen                   | Claire Weller                          |
| 2023  | Jon Sæverås Breivold                   | Sebastian Kienle                       | Allan Hovda                            | Flora Colledge                         | Emilie Klev Bergheim                   | Kaja Bergwitz-Larsen                   |
| 2022  | Jon Sæverås Breivold                   | Kristian Grue                          | Allan Hovda                            | Eilidh Prise                           | Kaja Bergwitz-Larsen                   | Hannah Saitch                          |
| 2021  | Jon Sæverås Breivold                   | Kristian Grue                          | Allan Hovda                            | Julie Aspesletten                      | Flora Colledge                         | Dominique Lothaller                    |
| 2020  | Épreuve annulée pour cause de Covid-19 | Épreuve annulée pour cause de Covid-19 | Épreuve annulée pour cause de Covid-19 | Épreuve annulée pour cause de Covid-19 | Épreuve annulée pour cause de Covid-19 | Épreuve annulée pour cause de Covid-19 |
| 2019  | Fredrik Linge Johnsen                  | Mathias Almenningen                    | Nikolai Tefre Lunder                   | Danne Boterenbrood                     | Maggie Fournier                        | Ann Åse Stava                          |
| 2018  | Allan Hovda                            | Kjell Magnus Antonsen                  | Lars Christian Vold                    | Mette Pettersen Moe                    | Heini Hartikainen                      | Flora Colledge                         |
| 2017  | Lars Christian Vold                    | Allan Hovda                            | Jordan Rapp                            | Tatiana Marchi                         | Anne Nevin                             | Meredith Hill                          |
| 2016  | Lars Petter Stormo                     | Henrik Oftedal                         | Lars Christian Vold                    | Kari Flottorp Lingsom                  | Kristin Lie                            | Viviana Hiss                           |
| 2015  | Allan Hovda                            | Lars Petter Strormo                    | Lars Christian Vold                    | Kristin Lie                            | Line Foss                              | Line Mari Langseth                     |
| 2014  | Allan Hovda                            | Lars Christian Vold                    | Per Morten Ellingsen                   | Line Foss                              | Maggie Rusch                           | Trude Gran                             |
| 2013  | Markus Stierli                         | Dirk Wijnalda                          | Allan Hovda                            | Inger Liv Bjerkreim Nilsen             | Lydia Waldmüller                       | Line Foss                              |
| 2012  | Henrik Oftedal                         | Lars Petter Stormo                     | Tom Remman                             | Annett Finger                          | Charlotte Knudsen                      | Lisbeth Olsen Kenyon                   |
| 2011  | Tim DeBoom                             | Markus Stierli                         | Tom Remman                             | Susanne Buckenlei                      | Malin Lundvik                          | Cesilie Skollerud Hegna                |
| 2010  | Henrik Oftedal                         | Tom Remman                             | Even Hersleth                          | Susanne Buckenlei                      | Gonny Rosendaal                        | Malin Lundvik                          |
| 2009  | Tom Remman                             | Henrik Oftedal                         | Daniel Blankenfuland                   | Susanne Buckenlei                      | Vibeke Nørstebø                        | Cesilie Skollerud Hegna                |
| 2008  | Øyvind Johannessen                     | Tom Remman                             | Arild Christophersen                   | Jenny Gowans                           | Heidi Harviken                         | Marie Veslestaul                       |
| 2007  | Lars Petter Stormo                     | Romuald Lepers                         | Ole Stougaard                          | Emily Finanger                         | Marit Svenning Berg                    | Lene Hansen                            |
| 2006  | Ole Stougaard                          | Thomas Nesset Sundal                   | Jonas Colting                          | Marie Veslestaul                       | Helene Pallesen                        | Marit Svenning Berg                    |
| 2005  | Björn Andersson                        | Kristofer Larsen                       | Erik Johnsen                           | Trude Andersen                         | Silke Hamacher                         | Sandra Fantini                         |
| 2004  | Rune Høydahl                           | Håvard Jensen                          | Christian Houge-Thiis                  | Trude Andersen                         | Solveig Gysland                        | Ingvill Merete Stedøy                  |
| 2003  | Christian Houge-Thiis                  | Mathias Rasch-Halvorsen                | Bjørn Wigdel                           |                                        |                                        |                                        |

## Championnat du monde XTri
En 2019, l’épreuve historique devient le support d'un championnat du monde de triathlon extrême qui se base sur le circuit international XTri World Tour. Le 1er championnat se déroule le 3 aout et les triathlètes qualifiés sont les premiers et second circuit des triathlons extrêmes labellisés XTri. Pour la saison 2019, 42 dossards (slots) sont attribués au cours du circuits et 10 supplémentaires lors de l'épreuve du Norseman. En 2019, neufs triathlons extrêmes dans le monde sont intégrés au circuit qualificatif.

## XTRi World Tour
À la suite de la création de cette nouvelle pratique extrême du triathlon Ironman, d'autres événements voient le jour. Sous la dynamique des inventeurs du concept, elles s'organisent autour d'un circuit international qui reprend les caractéristiques premières du Norseman. Ce circuit prend le nom de « XTRI World Tour ». En 2020, avec le Norseman le circuit labellisé XTRI comprend douze épreuves servant également de support qualificatif pour le championnat du monde XTri, chaque étape permettant d'obtenir des dossards qualificatifs (slot) pour le championnat du monde en Norvège,, :
1. Norseman, championnat du monde, Norvège
2. Celtman , Écosse
3. Swissman, Suisse
4. Canadaman, Canada
5. Janoski Triathlon, Slovaquie
6. Swedeman, Suède
7. Icon Xtreme Triathlon, Italie
8. Hispaman Xtreme Triathlon, Espagne
9. Patagonman, Patagonie
10. ManX, Île de Man
11. Blacklake, Monténégro
12. Fodaxman, Brésil

## Palmarès championnat du monde XTri
En 2019, l'épreuve devient le support du championnat du monde XTri.
| Année | Médaille d'or            | temps           | Médaille d'argent | temps           | Médaille de bronze | temps           |
| ----- | ------------------------ | --------------- | ----------------- | --------------- | ------------------ | --------------- |
| 2019  | Hans Christian Tungesvik | 9 h 59 min 40 s | Allan Hovda       | 10 h 0 min 52 s | Jarle Wermskog     | 10 h 18 min 4 s |

| Année | Médaille d'or | temps            | Médaille d'argent | temps            | Médaille de bronze | temps}         |
| ----- | ------------- | ---------------- | ----------------- | ---------------- | ------------------ | -------------- |
| 2019  | Lucy Gossage  | 11 h 27 min 12 s | Flora Colledge    | 11 h 56 min 53 s | Line Mari Langseth | 12 h 8 min 9 s |